# Želechovice nad Dřevnicí
Pour les articles homonymes, voir Želechovice (homonymie).
Želechovice nad Dřevnicí (jusqu'en 1924 : Želechovice ; en allemand : Schelechowitz an der Drewnitz, précédemment : Zelechowitz) est une commune du district et de la région de Zlín, en Tchéquie. Sa population s'élevait à 1 869 habitants en 2020.

## Géographie
Želechovice nad Dřevnicí est arrosée par la Dřevnice et se trouve à 7 km à l'est-sud-est de Zlín, à 83 km à l'est de Brno et à 257 km au sud-est de Prague.

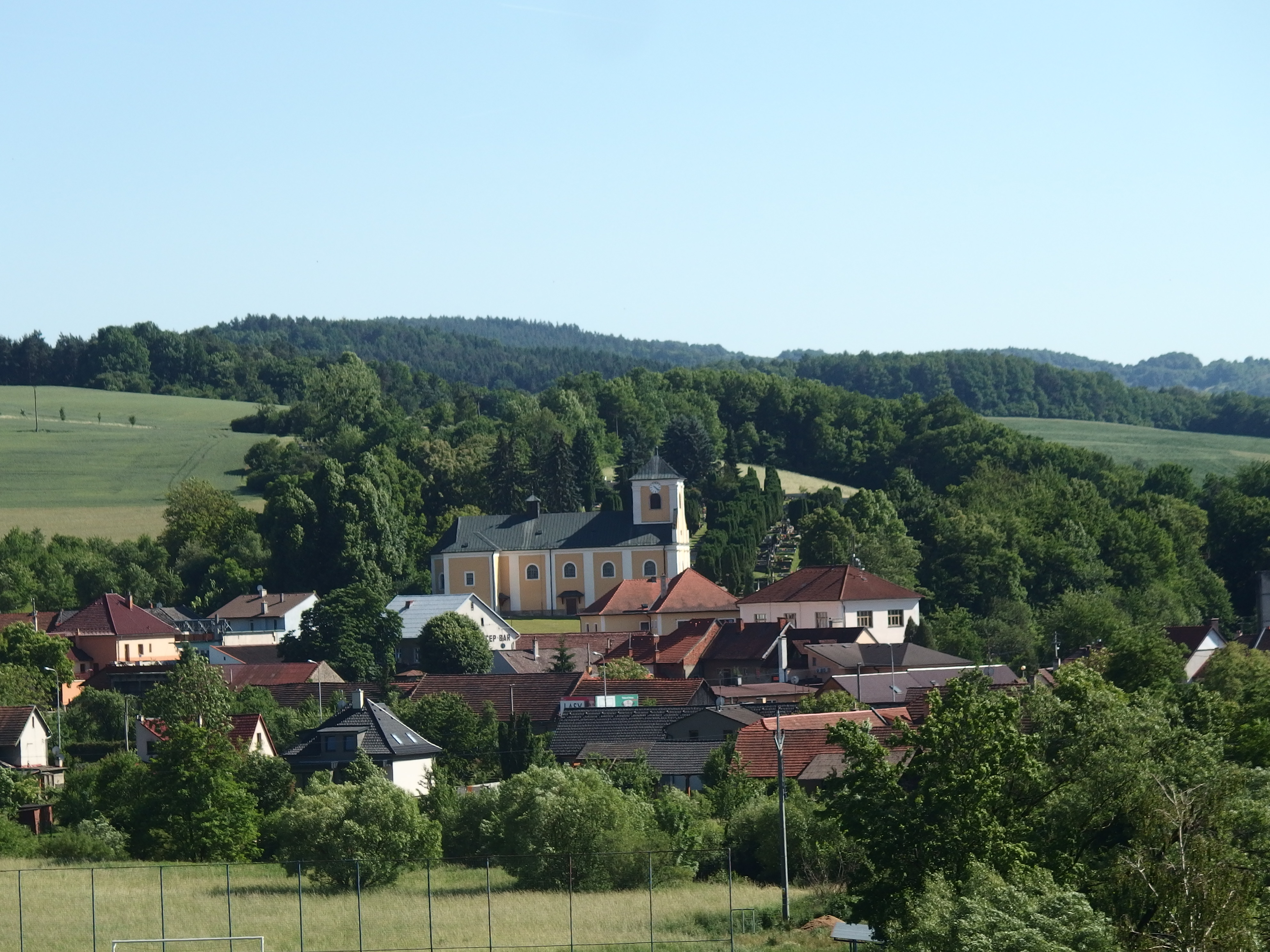
Želechovice nad Dřevnicí : vue générale.

La commune est limitée par Zlín à l'ouest et au nord, par Lípa à l'est, par Horní Lhota au sud-est, par Provodov et Březůvky au sud et par Březnice à l'ouest.

## Histoire
La première mention écrite du village date de 1261.

## Transports
Par la route, Želechovice nad Dřevnicí se trouve à 6 km de Zlín, à 101 km de Brno et à 208 km de Prague.